# Prothorax

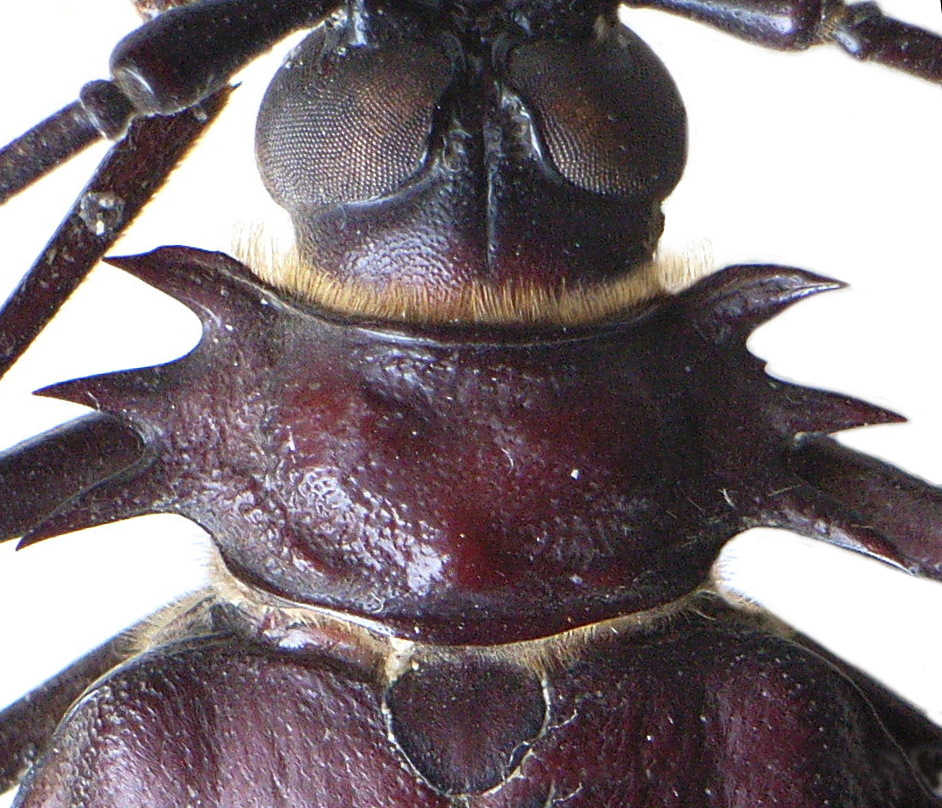
Prothorax eines Käfers (Coleoptera)

Der Prothorax (abgeleitet vom lateinischen pro für „vor“ und dem griechischen thorax für „Brustpanzer“) ist das vorderste Segment des Brustbereiches (Thorax) der Insekten. Mit dort gelegenen Drüsen kann auch die Häutung verschiedener Insekten ausgelöst werden. Ihm folgen der Meso- und der Metathorax. Alle Thoraxsegmente der Insekten tragen jeweils ein Beinpaar. Beim Prothorax sind dies die Vorderbeine. Der Prothorax trägt bei allen heute lebenden (rezenten) Insekten, im Gegensatz zu den anderen beiden Segmenten, keine Flügel.
Bei einigen Tieren sind die Vorderbeine speziell ausgebildet. Als Fangbein bezeichnet man etwa ein zum Zweck des Beutefangs umgebildetes Bein bei vielen Gruppen räuberisch lebender Insekten am Prothorax.

## Belege
1. 1 2 3  Prothorax. In: Lexikon der Biologie. Spektrum Akademischer Verlag, Heidelberg 1999; abgerufen am 17. August 2015.
2. ↑  Fangbeine. In: Herder-Lexikon der Biologie. CD-ROM, Spektrum Akademischer Verlag, Heidelberg 2003, ISBN 3-8274-0354-5.